# Gauche indépendante (Fraktion)

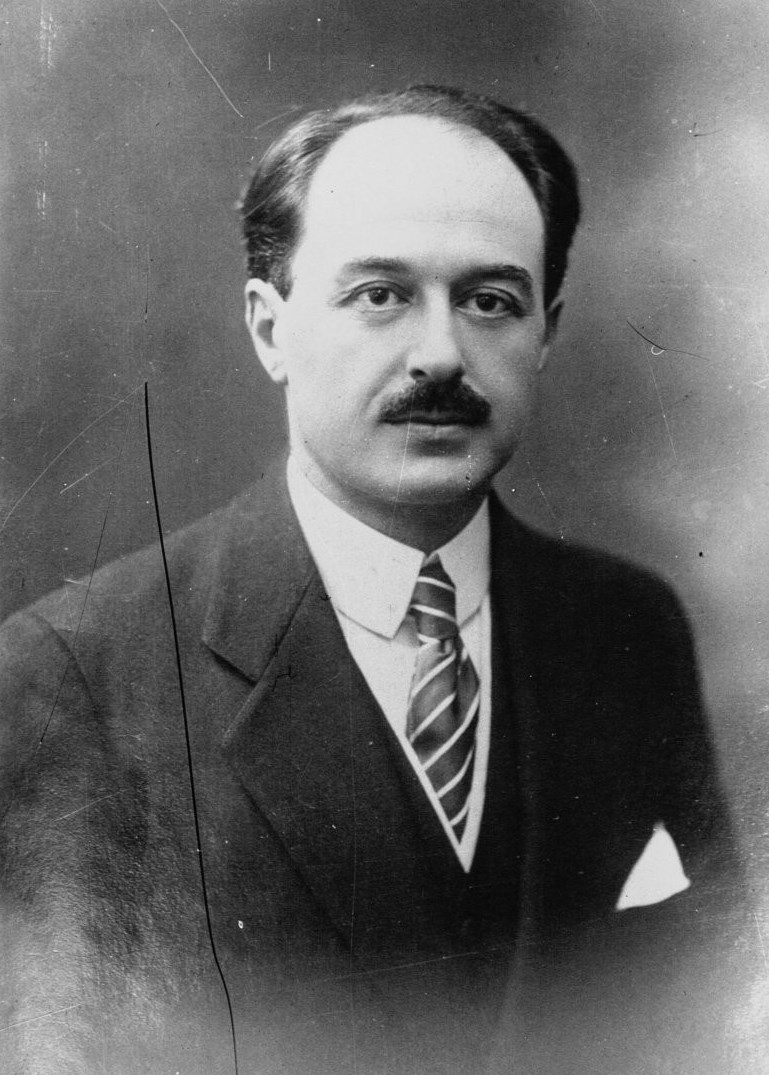
Jean Carnot

Gauche indépendante (Unabhängige Linke) war der Name verschiedener Fraktionen im Abgeordnetenhaus der Dritten Französischen Republik.

## Erste Fraktion 1925 – 1928
Nach dem Ende der vollen Unterstützung der Section française de l’Internationale ouvrière (SFIO) für die aus dem Linkskartell hervorgegangenen Regierungen Ende 1925 (die Regierungen Painlevé III, wo sich die Sozialisten der Stimme enthielten, und vor allem Briand VIII, wo einige von ihnen dagegen stimmten), schaute der Rest des Kartells nach Mitte-Rechts, um weiter zu regieren.
Zehn Mitglieder der Gauche républicaine démocratique und vier der Fraktion der Républicains de gauche beschlossen am 6. November 1925, eine neue Fraktion mit dem Titel Groupe de la Gauche indépendante zu gründen, die mit der politischen Linie der systematischen Opposition gegen das Kartell der Ligue républicaine nationale von Alexandre Millerand brach. Diese erste Gruppe repräsentierte den rechten Flügel der Mitte-Links-Regierungen, die bis zur Regierung Poincaré im Juli 1926 aufeinander folgten. Danach wurden sie Poincaristen und blieben in der Mehrheit.
Die Gruppe wurde 1928 nicht fortgeführt, da nur sechs ihrer Mitglieder wiedergewählt wurden. Sie schlossen sich den Gruppen der Radical indépendant an.
Zu den Mitglieder gehörten Jean Carnot (Fraktionssekretär), Pierre de Chambrun,  Adolphe Landry und Yves Le Trocquer.

## Zweite Fraktion (1932 – 1936)

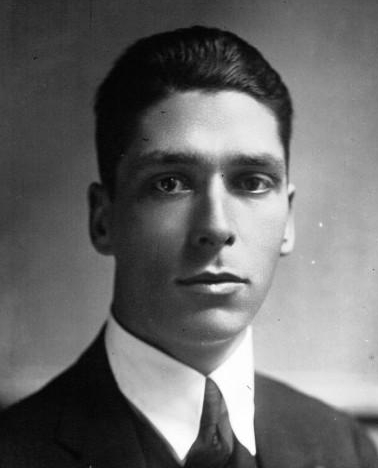
Jean-Michel Renaitour 1923

Nach den französischen Parlamentswahlen von 1932 spaltete sich die Fraktion der Indépendants de gauche (die Abgeordnete der linken Mitte vereinte, die um die Radical indépendants und den rechten Flügel der Parti républicain-socialiste kreisten).
Auf der linken Seite standen diejenigen, die eine nur für linke Abgeordnete zugängliche (geschlossene) Fraktion wollten – mit einer gewissen Einheitlichkeit bei den Abstimmungen (wie Jean-Michel Renaitour oder Henry Torrès). Sie wollten sich in der „kartellistischen“ Mehrheit verankern. Der rechte Flügel wollte die Fraktion für „alle säkularen und sozialen Republikaner“ offen halten und ihren Mitgliedern völlige Freiheit bei der Abstimmung gewähren (wie Jean Montigny). Der erstgenannte Flügel setzte sich durch und behielt den Namen Indépendants de gauche bei, während die Rechte die Groupe républicain des indépendants de gauche bildete, die sich bald in Groupe de la Gauche indépendante umbenannte. (Insgesamt bestanden in dieser Legislaturperiode 16 Fraktionen, die höchste Zahl der Dritten Republik.) Die Fraktion konstituierte sich 1936 neu, aber da die meisten ihrer Mitglieder geschlagen wurden, gehörten ihr nur noch vier Abgeordnete an.
Zu den Mitgliedern gehörten neben den genannten Renaitor und Torrès unter anderem noch Georges Chauvel, Guy La Chambre, Jean-Pierre Mourer und Simon Sabiani. Gaston Bergery galt als mit der Fraktion verbunden.

## Nach 1936

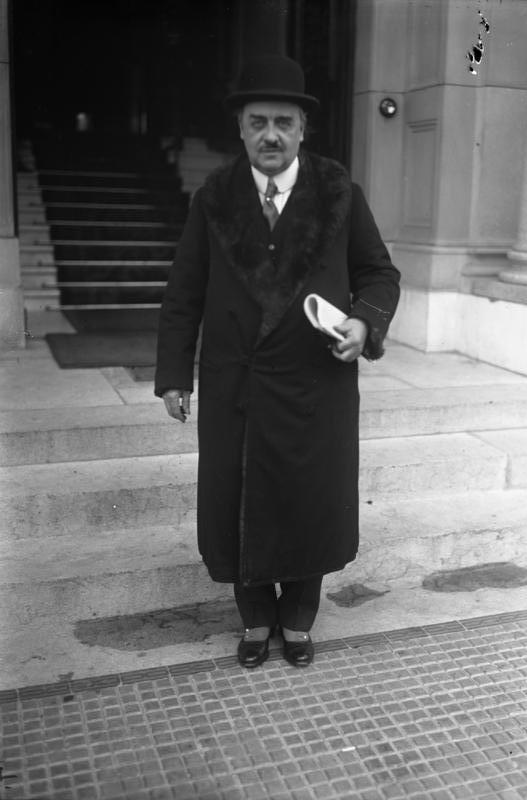
Jean Hennessy

Die Fraktion formiert sich auf Initiative von Jean-Michel Renaitour neu. Nach dem Sieg der Volksfront 1936 schlossen sich die Abgeordneten mehrerer kleinerer linker und Mitte-Links-Gruppierungen, die auf der Grundlage ihres Programms gewählt worden waren, zusammen. Diese Gruppe vereinte im Juni 1936 die Mitglieder von: Ligue de la jeune République, Parti radical-socialiste Camille Pelletan, Parti social-national, Parti d’unité prolétarienne, Parti frontiste sowie unabhängige Sozialisten, ehemalige Mitglieder der SFIO und der Parti républicain-socialiste, die sich nicht der Union socialiste républicaine angeschlossen hatten. Die Fraktion der Gauche indépendante unterstützt die Volksfrontregierung Léon Blums.
Die Parti d’unité prolétarienne schloss sich 1937 der SFIO an, ihre gewählten Vertreter taten mit Ausnahme von René Plard das gleiche. Dieser trat 1939 der Union socialiste républicaine bei.
Die Parti frontiste spaltete sich, die Troisième Force-Leute (u. a. Georges Izard) trat ebenfalls der SFIO bei, um alle antifaschistischen Sozialisten in einer Partei zu vereinen. Der Rest der Partei (u. a. Gaston Bergery) näherte sich der Parti populaire français an.
Die Abgeordneten der Parti radical-socialiste Camille Pelletan verließen 1937 ebenfalls die Partei. André Albert und René Château schlossen sich der Radikalsozialistischen Fraktion an, während Lucien Camus der Fraktion der Union socialiste républicaine beitrat.
Neben den oben genannten finden sich in der Mitgliederliste unter anderem Fernand Bouisson, Paul Boulet, Jacques Doriot, Jean Hennessy, Adrien Marquet, Jean Michard-Pellissier und Philippe Serre.